# Смит, Райан
Райан Смит (англ. Ryan Smyth; 21 февраля 1976, Банфф, Альберта, Канада) — профессиональный канадский хоккеист. Амплуа — крайний нападающий. Прозвища — «Капитан Канада» (англ. Captain Canada), „Смитти“ (англ. Smytty). 
На драфте НХЛ 1994 года выбран в 1 раунде под общим 6 номером командой «Эдмонтон Ойлерз». 27 февраля 2007 года обменян в «Нью-Йорк Айлендерс».
В апреле 2014 года завершил карьеру игрока.

## Награды
- Олимпийский чемпион, 2002 (Сборная Канады)
- Участник матча «Всех звёзд» НХЛ: 2007
- Чемпион мира среди молодёжи: 1995
- Чемпион мира 2003 и 2004 года

## Личная жизнь
Женат, 4 ребенка. Брат Райана Кевин Смит также выступал в НХЛ (за Хартфорд Уэйлерс).

## Статистика
| Легенда | Легенда                    | Легенда | Легенда                   | Легенда | Легенда    |
| ------- | -------------------------- | ------- | ------------------------- | ------- | ---------- |
| И       | Количество проведённых игр | Штр     | Штрафное время            | +/−     | Плюс-минус |
| Г       | Голы                       | П       | Голевые передачи          | О       | Очки       |
| -       | Статистика неизвестна      | —       | Статистика не учитывалась |         |            |